# إينديبيدينس
إينديبيدينس، أوريغون هي مدينة في مقاطعة بولك في ولاية أوريغون الأمريكية

## التركيبة السكانية
حدّد مكتب تعداد الولايات المتحدة بيانات التركيبة السكانية لإينديبيدينس في تعداد الولايات المتحدة. في ما يلي، التركيبة السكانية حسب تعدادي 2000 و2010.

### تعداد عام 2000
بلغ عدد سكان إينديبيدينس 6,035 نسمة بحسب تعداد عام 2000، وبلغ عدد الأسر 1,994 أسرة وعدد العائلات 1,425 عائلة مقيمة في المدينة. في حين سجلت الكثافة السكانية 782.7 نسمة لكل كيلومتر مربع (2,027.2/ميل2). وبلغ عدد الوحدات السكنية 2,131 وحدة بمتوسط كثافة قدره 276.4 لكل كيلومتر مربع (715.9/ميل2).
وتوزع التركيب العرقي للمدينة بنسبة 73.69% من البيض و0.41% من الأمريكيين الأفارقة و1.49% من الأمريكيين الأصليين و0.58% من الأمريكيين ذوي الأصول الآسيوية و0.36% من سكان جزر المحيط الهادئ و19.64% من الأعراق الأخرى و3.83% من عرقين مختلطين أو أكثر و30.12% من الهسبانيون أو اللاتينيون من أي عرق.
بلغ عدد الأسر 1,994 أسرة كانت نسبة 42.1% منها لديها أطفال تحت سن الثامنة عشر تعيش معهم، وبلغت نسبة الأزواج القاطنين مع بعضهم البعض 53% من أصل المجموع الكلي للأسر، ونسبة 14% من الأسر كان لديها معيلات من الإناث دون وجود شريك،  بينما كانت نسبة 4.5% من الأسر لديها معيلون من الذكور دون وجود شريكة وكانت نسبة 28.5% من غير العائلات. تألفت نسبة 18.4% من أصل جميع الأسر من عدة أفراد يعيشون في نفس المنزل ونسبة 6.8% كانت تتألف من شخص يعيش بمفرده يبلغ من العمر 65 عاماً أو أكثر. وبلغ متوسط حجم الأسرة المعيشية 2.98، أما متوسط حجم العائلات فبلغ 3.41.
بلغ العمر الوسطي للسكان 28.9 عاماً. وكانت نسبة 30.5% من القاطنين تحت سن الثامنة عشر، وكانت نسبة 14.1% بين الثامنة عشر والرابعة والعشرين عاماً، ونسبة 26.2% كانت واقعةً في الفئة العمرية ما بين الخامسة والعشرين والرابعة والأربعين عاماً، ونسبة 19.6% كانت ما بين الخامسة والأربعين والرابعة والستين، ونسبة 8.1% كانت ضمن فئة الخامسة والستين عاماً فما فوق. يوجد لكل 100 أنثى 97.9 ذكر، ويوجد لكل 100 أنثى في الثامنة عشر من عمرها فما فوق 95.1 ذكر.
بلغ متوسط دخل الأسرة في المدينة 36,790 دولارًا، أما متوسط دخل العائلة فبلغ 40,466 دولارًا. وكان متوسط دخل الذكور 30,253 دولارًا مقابل 22,527 دولارًا للإناث. وسجل دخل الفرد الخاص بالمدينة 13,933 دولارًا. وكانت نسبة 14.6% من العائلات ونسبة 16.9% من السكان تحت خط الفقر، وكان من هؤلاء نسبة 22.8% تحت سن الثامنة عشر ونسبة 7.4% في الخامسة والستين من العمر وما فوق.

### تعداد عام 2010
بلغ عدد سكان إينديبيدينس 8,590 نسمة بحسب تعداد عام 2010، وبلغ عدد الأسر 2,857 أسرة وعدد العائلات 2,021 عائلة مقيمة في المدينة. في حين سجلت الكثافة السكانية 1,114.1 نسمة لكل كيلومتر مربع (2,885.5/ميل2). وبلغ عدد الوحدات السكنية 3,168 وحدة بمتوسط كثافة قدره 410.9 لكل كيلومتر مربع (1,064.2/ميل2).
وتوزع التركيب العرقي للمدينة بنسبة 73.29% من البيض و0.38% من الأمريكيين الأفارقة و1.83% من الأمريكيين الأصليين و1.19% من الأمريكيين ذوي الأصول الآسيوية و0.16% من سكان جزر المحيط الهادئ و19.07% من الأعراق الأخرى و4.07% من عرقين مختلطين أو أكثر و35.29% من الهسبانيون أو اللاتينيون من أي عرق.
بلغ عدد الأسر 2,857 أسرة كانت نسبة 42% منها لديها أطفال تحت سن الثامنة عشر تعيش معهم، وبلغت نسبة الأزواج القاطنين مع بعضهم البعض 51.6% من أصل المجموع الكلي للأسر، ونسبة 12.7% من الأسر كان لديها معيلات من الإناث دون وجود شريك،  بينما كانت نسبة 6.5% من الأسر لديها معيلون من الذكور دون وجود شريكة وكانت نسبة 29.3% من غير العائلات. تألفت نسبة 18.6% من أصل جميع الأسر من عدة أفراد يعيشون في نفس المنزل ونسبة 5.9% كانت تتألف من شخص يعيش بمفرده يبلغ من العمر 65 عاماً أو أكثر. وبلغ متوسط حجم الأسرة المعيشية 2.99، أما متوسط حجم العائلات فبلغ 3.45.
بلغ العمر الوسطي للسكان 28.3 عاماً. وكانت نسبة 30.5% من القاطنين تحت سن الثامنة عشر، وكانت نسبة 13.9% بين الثامنة عشر والرابعة والعشرين عاماً، ونسبة 27.3% كانت واقعةً في الفئة العمرية ما بين الخامسة والعشرين والرابعة والأربعين عاماً، ونسبة 19.5% كانت ما بين الخامسة والأربعين والرابعة والستين، ونسبة 8.7% كانت ضمن فئة الخامسة والستين عاماً فما فوق. وتوزع التركيب الجنسي للسكان بنسبة 50.4% ذكور و49.6% إناث.